# Niclas Füllkrug
Niclas Füllkrug (* 9. Februar 1993 in Hannover) ist ein deutscher Fußballspieler. Der Stürmer steht in England bei West Ham United unter Vertrag und ist A-Nationalspieler.

## Vereinskarriere

### Juniorenfußball
Füllkrug spielte acht Jahre lang im hannoverschen Stadtteil Ricklingen und wurde dabei zeitweise auch von seinem Vater trainiert, der beim TuS Ricklingen aktiv war. Bis dahin hatte er durchschnittlich 160 Tore pro Saison erzielt. Als er im Sommer 2006 im Alter von 13 Jahren zu Werder Bremen wechselte, schlug er Angebote von fünf anderen Bundesligisten, darunter Hannover 96 aus, weil Werder deutlich mehr für sich als Ausbildungsstätte geworben hatte.
Durch den Wechsel zu Werder Bremen konnte er anfänglich die halbe Woche noch zu Hause in Niedersachsen verbringen und kam für das verlängerte Wochenende zu den Hanseaten, bevor er schließlich ganz ins Werder-Internat zog.
Im Verein war Füllkrug in der Saison 2009/10 in der B-Jugend mit 17 Toren in 22 Spielen erfolgreich. Im Jahr darauf erzielte er zwölf Tore in 17 Spielen der A-Jugend und gab sechs Torvorlagen. Und noch ein Jahr später stand er mit 17 Jahren erstmals im Kader der vereinseigenen U23, die in der 3. Liga spielte. Dort wurde Füllkrug dann von Beginn der Saison 2011/12 an regelmäßig eingesetzt.

### Werder Bremen
So gelangen dem jungen Stürmer im Hinrundenverlauf vier Tore und eine Vorlage, an drei der Treffer beim 3:1 gegen den VfB Stuttgart II war er hierbei direkt beteiligt. In der Rückserie gehörte Füllkrug, der auch an der Wintervorbereitung im Januar 2012 im türkischen Belek teilgenommen hatte, zum Kader der Bundesligamannschaft von Trainer Thomas Schaaf. Für die U23 folgten so nur noch vier weitere Partien (zwei Scorerpunkte) und nach einer Serie von neun Niederlagen ab dem 30. Spieltag stieg man später als Tabellenletzter in die Regionalliga ab. Am 28. Januar 2012 gab Füllkrug im Heimspiel gegen Bayer 04 Leverkusen am 19. Spieltag, das mit 1:1 endete, nach einer Einwechslung sein Debüt in der höchsten deutschen Spielklasse. Sein Premierentor war der Führungstreffer gegen Augsburg am 27. Spieltag, als er neben dem 11 Jahre älteren Markus Rosenberg auch erstmals von Beginn an auflief. Bereits im Februar 2012 unterschrieb der Angreifer seinen ersten Profivertrag mit einer Laufzeit bis zum 30. Juni 2015. Zur Spielzeit 2012/13 verpflichtete Werder Bremen neben Nils Petersen mit Joseph Akpala noch einen weiteren Mittelstürmer, woraufhin Trainer Schaaf den jungen Füllkrug auf die offensiven Außenbahnen verschob. Füllkrug kam nach wie vor häufig von der Bank, parallel hierzu spielte er viermal für die U23 in der Regionalliga, wobei er beispielsweise gegen den Goslarer SC dreimal traf.
Im Januar 2013 verletzte sich der Stürmer am rechten Knie und fiel für den Rest der Saison aus.

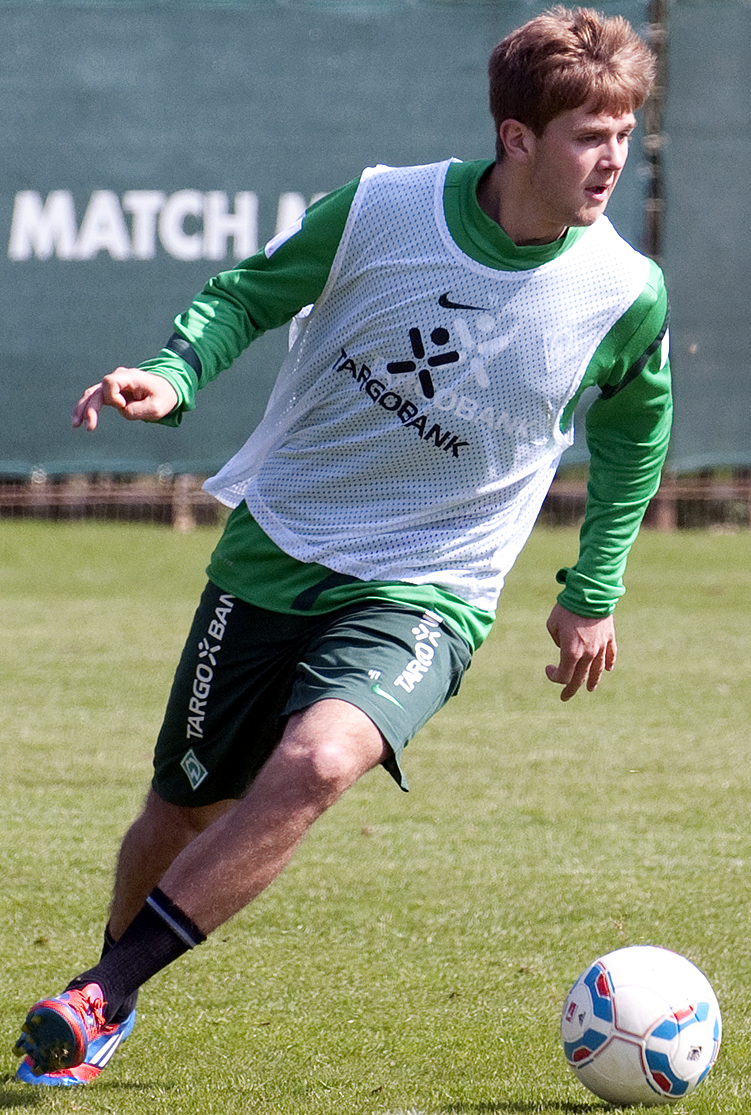
Füllkrug bei Werder Bremen, 2012

### SpVgg Greuther Fürth
Für die Saison 2013/14 wechselte der wieder genesene Füllkrug auf Leihbasis in die 2. Bundesliga zur SpVgg Greuther Fürth. Für die Franken kam er im Saisonverlauf auf sechs Tore und einen Assist bei 13 Startelfmandaten. Allein beim 6:2-Auswärtssieg gegen Erzgebirge Aue gelangen ihm vier Treffer, darunter ein Hattrick in der ersten Halbzeit. Gemeinsam mit dem besten Torschützen der Mannschaft, Ilir Azemi, der 14 Saisontreffer verbuchen konnte, leistete der mittlerweile 21-Jährige seinen Beitrag zum Erreichen des dritten Tabellenrangs. Anschließend stand man dem Sechzehnten der Bundesliga, dem Hamburger SV, in der Relegation gegenüber. Nach einem torlosen Remis im Hinspiel trennte man sich von den Hanseaten mit 1:1, jedoch fand das Rückspiel in Fürth statt, weshalb Hamburg aufgrund der damals geltenden Auswärtstorregel die Relegation für sich entschied.

### 1. FC Nürnberg
Zur Saison 2014/15 kehrte Füllkrug nicht nach Bremen zurück, sondern wechselte zum aus der Bundesliga abgestiegenen 1. FC Nürnberg. Im Hinrundenverlauf konnte sich der Neuzugang einen Stammplatz auf dem linken Flügel erarbeiten und sich somit gegen Robert Koch und Timo Gebhart durchsetzen. Füllkrug trat hierbei besonders als Vorlagengeber in Erscheinung (sieben Assists), entschied aber auch beispielsweise mit zwei eigenen Toren das Auswärtsspiel in Aalen (2:1). Im März 2015 zog er sich einen Knorpelschaden im linken Knie zu und fiel wie schon zwei Jahre zuvor für den Rest der Saison aus. Nach seiner Rückkehr blieb der Stürmer in der Spielzeit 2015/16 verletzungsfrei und erkämpfte sich unter Trainer René Weiler, der zuvor auf Danny Blum im Sturmzentrum gesetzt hatte, zum Ende der Hinserie hin wieder einen Stammplatz. Füllkrug erzielte im Saisonverlauf 15 Tore und bereitete vier weitere vor, beispielsweise gegen Union Berlin gelangen ihm drei Treffer. Wie schon mit dem regionalen Rivalen Fürth wurde der Angreifer in dieser Saison auch mit dem Glubb Dritter und traf in der Relegation auf den Bundesligisten Eintracht Frankfurt. Einem 1:1 im Hinspiel folgte eine 0:1-Heimniederlage, weshalb die Rückkehr ins Oberhaus wieder verpasst wurde.

### Hannover 96
Im Juli 2016 wechselte der Stürmer zweitligaintern in seine Heimatstadt zu Hannover 96. In seiner ersten Saison hatte Füllkrug einige Anlaufschwierigkeiten und es dauerte bis zum 13. Spieltag, bis er gegen Erzgebirge Aue überhaupt sein erstes Saisontor erzielte. Allerdings kam er auch nie über die Rolle des Jokers hinaus, da Coach Daniel Stendel dem späteren zweitbesten Torschützen der Liga, Martin Harnik, das Vertrauen schenkte. Dies sollte sich jedoch ändern, nachdem André Breitenreiter auf Stendel folgte. Breitenreiter stellte Füllkrug vor allem in der Saisonendphase, in der Hannover ab dem 24. Spieltag kein Spiel mehr verlor, regelmäßig neben Harnik von Beginn an auf. Insgesamt erzielte der Neuzugang fünf Treffer und stieg mit Hannover in die Bundesliga auf. In der nachfolgenden Bundesligasaison war Füllkrug, der unter Breitenreiter weiterhin mit Harnik ein Sturmduo bildete, mit 14 Treffern Toptorschütze Hannovers und trug damit maßgeblich dazu bei, dass die Klasse gehalten wurde. Folglich erweckte er, der gemeinsam mit zwei anderen Spielern hinter Nils Petersen der zweiteffektivste deutsche Stürmer der Liga gewesen war, das Interesse anderer Vereine; Borussia Mönchengladbach soll bereit gewesen sein, zwischen 15 und 20 Millionen Euro an Ablöse für einen Transfer im Sommer 2018 zu zahlen. Zu einem Wechsel kam es jedoch nicht und Füllkrug blieb in Hannover, verlängerte gar bis Juni 2022.
In der folgenden Saison absolvierte der Stürmer für Hannover 13 Spiele in der Liga, in denen er zwei Tore erzielte, bevor bei ihm erneut ein Knorpelschaden im rechten Knie festgestellt wurde. Füllkrug musste operiert werden und fiel damit bis zum 33. Spieltag aus. Bis dahin hatte seine Mannschaft zeitweise achtmal in Folge verloren und stand schon vor dem Saisonende als Absteiger fest.

### Rückkehr zu Werder Bremen
Zur Saison 2019/20 kehrte Füllkrug aber dann zu Werder Bremen zurück. Nachdem er in den ersten vier Saisonspielen zweimal getroffen hatte, erlitt er Mitte September 2019 im Training einen Kreuzband- und Außenmeniskusriss am linken Knie. Anfang Juni 2020 stieg er wieder ins Mannschaftstraining ein; die später aufgrund der COVID-19-Pandemie für mehrere Wochen unterbrochene Saison lief zu diesem Zeitpunkt noch. Am 13. Juni 2020 (31. Spieltag) kam er schließlich im Ligaspiel beim SC Paderborn wieder zum Einsatz und erzielte ein Tor beim 5:1-Sieg des SV Werder. Da die Mannschaft aber Sechzehnter geworden war, musste sie gegen Heidenheim um den Ligaverbleib spielen, was ihr letztendlich auch gelang.
Am 30. April 2021 wurde Füllkrug nach dem DFB-Pokalspiel gegen RB Leipzig zur Dopingkontrolle ausgewählt. Trotz Aufforderung durch den Dopingarzt ging er nach dem Spiel nicht unmittelbar in den Dopingkontrollraum, sondern zunächst in die Mannschaftskabine und erschien erst fünf Minuten später zur Kontrolle. Das Sportgericht des DFB wertete dieses Verhalten als Verstoß gegen die Anti-Doping-Richtlinien und sprach Geldstrafen in Höhe von 10.000 Euro gegen Füllkrug und 8.000 Euro gegen Werder Bremen aus. Große Teile dieser Spielzeit hatte der Stürmer verletzungsbedingt verpasst und lediglich sechs Saisontore beisteuern können. Diesmal konnte Werder Bremen den Abstieg nicht verhindern und musste die Bundesliga nach 40 Spielzeiten in Serie wieder verlassen. In der Zweitligasaison 2021/22 bildete Füllkrug gemeinsam mit seinem Sturmpartner Marvin Ducksch ein erfolgreiches Duo, das sich selbst den Spitznamen „Die hässlichen Vögel“ gab, und erzielte nach anfänglichen Problemen 19 Tore für Bremen. Dreimal traf er jeweils vier Spiele hintereinander mindestens einmal und kehrte mit Werder nach einer Saison in der 2. Liga in die Bundesliga zurück.
Bis zum 15. Spieltag der Saison 2022/23, auf den der WM-bedingte verfrühte Gang in die Winterpause folgte, schoss Füllkrug zehn Tore und war somit Deutschlands torgefährlichster Bundesligastürmer. Daraufhin erfolgte die erstmalige Berufung in den Kader der A-Nationalmannschaft, woraufhin er sowohl für das letzte Spiel gegen Oman vor der Weltmeisterschaft in Katar sowie auch das Turnier selbst berücksichtigt wurde. In der Rückrunde traf Füllkrug, der mit Deutschland bereits in der Vorrunde ausgeschieden war, weitere sechs Mal und wurde mit 16 Toren, darunter fünf Elfmeter in Folge ohne Fehlschuss, zusammen mit Christopher Nkunku von RB Leipzig Torschützenkönig. Somit stellten die beiden Stürmer einen neuen ligainternen Negativrekord auf. Bis dahin hatte die Mindestanzahl an Ligatoren, die zum Gewinn des Titels des Torschützenkönigs ausgereicht hatte, bei 17 Treffern gelegen (1988/89 gelang dies Thomas Allofs und Roland Wohlfarth, 1995/96 dann Fredi Bobic).

### Borussia Dortmund
Vor dem 3. Spieltag der Saison 2023/24 wechselte Füllkrug innerhalb der Bundesliga zu Borussia Dortmund, wo er einen Dreijahresvertrag unterschrieb. Beim Vizemeister rückte er für den Mittelstürmer Sebastien Haller in die Stammformation, nachdem dieser an den ersten vier Spieltagen keine direkte Torbeteiligung hatte vorweisen können; Füllkrug bereitete seinerseits in seinem zweiten Einsatz einen Treffer vor und traf wenig später auch zweimal selbst. Bis zum Jahreswechsel waren es für den Nationalstürmer je sechs Tore und Vorlagen, womit er hinter dem offensiven Mittelfeldspieler Julian Brandt (15 Scorerpunkte) der zweiteffektivste Offensivspieler des BVB war. In seiner ersten Saison in der Champions League konnte Füllkrug auch seinen Premierentreffer feiern und holte mit Dortmund den Gruppensieg vor Paris Saint-Germain. Im Viertelfinal-Rückspiel gegen Atlético Madrid im April 2024 erzielte er die zwischenzeitliche 3:2-Führung, welche dazu beitrug, dass Dortmund zum ersten Mal seit 2013 wieder das Halbfinale der Königsklasse erreichte. Im besagten Halbfinale erzielte der Stürmer im Hinspiel gegen Paris Saint-Germain am 1. Mai 2024 den 1:0-Siegtreffer. Nachdem auch das Rückspiel mit 1:0 gewonnen wurde, trafen der BVB und sein Stürmer im Finale auf den Rekordsieger Real Madrid. Diesem unterlag man schließlich mit 0:2. In der Liga wurde Borussia Dortmund Fünfter, konnte sich aber aufgrund seines Abschneidens in der Champions League trotzdem wieder für diese qualifizieren, da die UEFA eine „Performance-Wertung“ eingeführt hatte. Mit 12 Treffern rangierte der Neuzugang hinter Donyell Malen (13 Tore) teamintern auf dem zweiten Platz, gab allerdings weitaus mehr Vorlagen als dieser.

### West Ham United
Anfang August 2024 wechselte Füllkrug in die Premier League zu West Ham United, wo er einen Vierjahresvertrag erhielt. Die Ablösesumme soll umgerechnet 27 Mio. Euro betragen haben. Zuvor hatte Borussia Dortmund unter anderem den Stürmer Serhou Guirassy verpflichtet. Nach seinen ersten vier Saisonspielen – drei Einwechslungen in der Liga sowie ein Startelfeinsatz im EFL-Cup – fiel Füllkrug bis Anfang Dezember aufgrund einer Achillessehnenverletzung aus. Bei seiner Rückkehr verlor er mit West Ham gegen Leicester City mit 1:3, schoss aber das einzige Tor für sein Team. Anschließend schoss der Stürmer zwei Tore und bereitete den 1:0-Endstand im Aufeinandertreffen mit dem FC Southampton vor. Allerdings verletzte sich Füllkrug dann Anfang Januar 2025 im FA-Cupspiel gegen Aston Villa ohne Fremdeinwirkung und fiel wiederholt langfristig aus. Nach seiner Rückkehr im Saisonendspurt blieb Füllkrug mit der Mannschaft sechs Partien in Folge sieglos und traf auch nur noch einmal. Als Vierzehnter hielt man allerdings die Klasse.

## Nationalmannschaftskarriere

### Juniorennationalmannschaften
Mit Bremen spielte er in den höchsten Juniorenligen und zeigte seine Torgefahr. Oft wurde er schon vorzeitig in den höheren Jahrgängen eingesetzt. Trotzdem dauerte es bis 2010, bis er erstmals auch in eine Juniorenauswahl des DFB berufen wurde und am 16. November zu seinem ersten internationalen Einsatz in der U18-Nationalmannschaft kam. Im Jahr darauf spielte er siebenmal in der U19-Nationalmannschaft und erzielte dabei fünf Tore. Zwischen 2013 und 2014 spielte er neunmal in der U20-Auswahl und erzielte drei Treffer.

### A-Nationalmannschaft
Nachdem Füllkrug in der Bundesligasaison 2022/23 bis zum 14. Spieltag 10 Tore erzielt hatte und damit der beste deutsche Torschütze war, nominierte ihn Hansi Flick für die Weltmeisterschaft 2022 in Katar. Er war neben Youssoufa Moukoko der einzige Spieler im deutschen WM-Aufgebot, der bei der Nominierung noch kein Länderspiel für die deutsche Nationalmannschaft vorzuweisen hatte. Er debütierte am 16. November 2022, als er beim 1:0-Sieg gegen den Oman im letzten Testspiel vor der WM zur zweiten Halbzeit eingewechselt wurde und dabei den Siegtreffer erzielte. Mit einem Alter von 29 Jahren und 280 Tagen am Tag seines ersten Einsatzes ist Füllkrug der älteste Feldspieler seit Martin Max im Jahr 2002, der sein Debüt für die A-Nationalmannschaft Deutschlands gab.
In den ersten drei Vorrundenspielen der deutschen Nationalmannschaft gegen Japan, Spanien und Costa Rica wurde Füllkrug eingewechselt. Er erzielte gegen Spanien den Treffer zum 1:1-Endstand, im Spiel gegen Costa Rica traf Füllkrug zum 4:2-Endstand und gab eine Torvorlage. Die deutsche Nationalmannschaft schied jedoch aufgrund der schlechteren Tordifferenz gegenüber Spanien, das am letzten Spieltag gegen Japan verlor, in der Vorrunde aus. Füllkrug war der einzige deutsche Spieler, der seinen Marktwert durch die WM steigern konnte (von fünf auf zehn Millionen Euro).
Füllkrug etablierte sich in der Folgezeit im Kader der deutschen Nationalmannschaft und verpasste nur zwei Länderspiele, dies auch nur aufgrund einer Sehnenreizung. Deutschland startete dabei in das Länderspieljahr 2023 mit einem 2:0-Sieg in der Mainzer Arena gegen Peru, wobei er beide Tore erzielte. Da in der Folgezeit die DFB-Auswahl sieglos blieb (ein Unentschieden und vier Niederlagen), wurde Hansi Flick als erster Bundestrainer in der DFB-Geschichte entlassen. Die Nachfolge auf dem Posten des Nationaltrainers trat Julian Nagelsmann an, der mit der USA-Reise seinen Einstand als DFB-Chefcoach feierte und sowohl gegen den Gastgeber als auch gegen Mexiko war Füllkrug als Torschütze in Erscheinung getreten. Das Kalenderjahr 2023 endete für die deutsche Nationalmannschaft mit lediglich drei Siegen, wobei Füllkrug acht Länderspieltore erzielt hatte.
Bei der Europameisterschaft 2024 im eigenen Land stand er im DFB-Kader. Er kam in allen fünf deutschen Spielen als Einwechselspieler zum Einsatz und erzielte dabei zwei Treffer in der Gruppe A der Vorrunde, darunter den für den Gruppensieg wichtigen Ausgleich zum 1:1 im letzten Gruppenspiel gegen die Schweiz. Das andere Tor zum 4:0 im EM-Eröffnungsspiel gegen Schottland wurde zum Tor des Monats Juni 2024 gewählt. Im Viertelfinale schied Füllkrug mit der Mannschaft gegen den späteren Europameister Spanien aus.

## Erfolge und Auszeichnungen
Erfolge
- Aufstieg in die Bundesliga (2): 2017 (Hannover 96), 2022 (Werder Bremen)
- Finalist der UEFA Champions League: 2024 (Borussia Dortmund)

Auszeichnungen
- Torschützenkönig der Bundesliga: 2023 (zusammen mit Christopher Nkunku)
- Wahl in die VDV-Elf der Saison: 2022/23
- 2. Platz bei der Wahl zu Deutschlands Fußballer des Jahres: 2023[37]
- Sport-Bild-„Aufsteiger des Jahres“: 2023[38]
- Spieler des Monats der Fußball-Bundesliga (2): September 2022 und Oktober 2022
- Hannovers Sportler des Jahres: 2018[39]
- Torschütze des Monats: Juni 2024[40]

## Sonstiges
Füllkrug heiratete 2016 seine Jugendfreundin, die er seit seiner Grundschulzeit kennt, und hat eine 2019 geborene Tochter mit ihr.
Seine Schwester Anna-Lena ist als Lehrerin tätig und spielt als Stürmerin bei der Frauenmannschaft von Hannover 96 in der Regionalliga Nord. Sein Großvater Gerd war für den SV Arminia Hannover in der 2. Liga aktiv. Sein Vater Andreas ist Trainer und sein jüngerer Bruder Mika spielt für den TuS Ricklingen.
Seine Spitznamen lauten „Fülle“ und – wegen seiner markanten vorderen Zahnlücke – „Lücke“.
Zur Fußball-Europameisterschaft 2024 veröffentlichten Paulomuc und Aditotoro am 10. Mai 2024 den Musiktitel Füllkrug mit dem Refrain „Füll’ Krug mit Bier, wir werden König von Europa“. Am 10. Juni 2024 wurde Füllkrug bei der Pressekonferenz der Nationalmannschaft im Medienzentrum in Herzogenaurach auf den Titel angesprochen und äußerte sich positiv, er finde ihn „amüsant und lustig“, mache ihn „ein bisschen stolz“, zumal er „für diese Musik auch ein Stück weit zugänglich“ sei und der „Name passt natürlich“.
Im November 2024 war er Gast bei der Samstagabendshow Klein gegen Groß im ARD und trat in einem Duell zwischen einen fußballbegeisterten Jungen an.
Es ging darum, dass zwei bekannte Fußballprofis auf einem Bild übereinander geschoben wurden und man sie erkennen sollte.
Außerdem sollte man von beiden noch die Nation und den meist benutzten Fuß angeben.
Er musste sich trotz eines starken Auftritts geschlagen geben.